# Arctotraversodon
Arctotraversodon is een geslacht van uitgestorven traversodontide cynodonten uit het Laat-Trias van Canada. Fossielen die voor het eerst werden beschreven in 1984 vanaf de Wolfville-formatie in Nova Scotia, vertegenwoordigden de eerste bekende traversodontide uit Noord-Amerika. Het type en de enige soort is Arctotraversodon plemmyridon en wordt vertegenwoordigd door tanden en verschillende dentaria.

## Beschrijving en geschiedenis
Arctotraversodon werd voor het eerst voorlopig geplaatst in het geslacht Scalenodontoides als de nieuwe soort ?Scalenodontoides plemmyridon. Alleen dentaria en een paar tanden waren bekend toen het voor het eerst werd benoemd. Postcanine tanden, het primaire diagnostische materiaal van de meeste traversodontiden, waren niet bekend voor ?Scalenodontoides plemmyridon. Er zijn maar weinig beschikbare kenmerken die ?Scalenodontoides plemmyridon als zijn eigen soort konden diagnosticeren, maar de botten en tanden waren duidelijk anders dan die van andere traversodontiden. Een traversodontide postcanine tand werd later gevonden uit dezelfde formatie die anders was dan die van alle andere soorten. In tegenstelling tot andere traversodontide lagere postcaninen die twee knobbels aan weerszijden van hun kronen hebben, hadden deze tanden drie knobbels. De traversodontide Boreogomphodon uit de Turkey Branchformatie van Virginia bleek later drie knobbels op de onderste hoektanden te hebben, wat aantoont dat Noord-Amerikaanse traversodontiden anders waren dan die in Afrika en Zuid-Amerika.

## Etymologie
De soort werd in 1992 toegewezen aan zijn eigen geslacht Arctotraversodon. Arctotraversodon betekent 'noordelijke Traversodon ' in verwijzing naar de noordelijke locatie (Arctis) en nauwe verwantschap met Traversodon. 'Arcto' (van het Griekse arktos) kan ook naar 'beer' verwijzen, aangezien het holotype-exemplaar, YPM-PU 19190, ooit informeel de 'berenkaak' werd genoemd. Het is gevonden door Donald Baird. Kenmerken van een bovenste postcanine tand die werd gevonden op een zeeklip in Nova Scotia werden gebruikt om het nieuwe geslacht te diagnosticeren. De soortaanduiding betekent "van het springtij" daar de hoogste getijden ter wereld voorkomen bij de vindplaats Burntcoat.